# 坦佩湖
4°6′20″S 119°56′49″E / 4.10556°S 119.94694°E

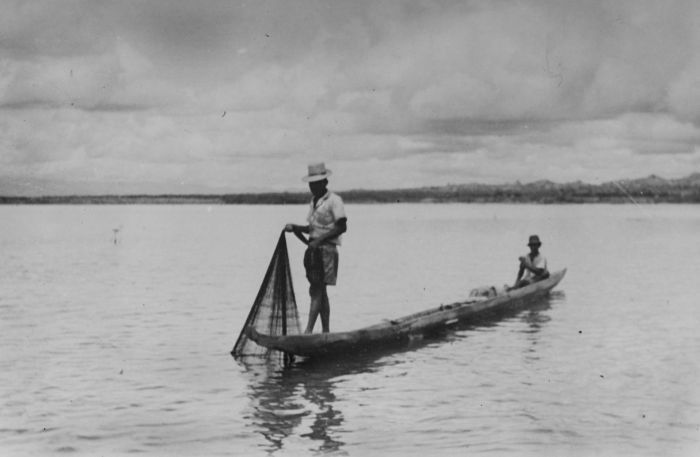

坦佩湖是印度尼西亞的湖泊，由南蘇拉威西省瓦久县負責管轄，面積350平方公里，海拔高度5米，最大水深5米，該湖是熱門的旅遊地點，該湖有多種罕有的淡水魚品種。湖东有城镇辛康。